# Xã Clinton, Quận Lycoming, Pennsylvania
Xã Clinton (tiếng Anh: Clinton Township) là một xã thuộc quận Lycoming, tiểu bang Pennsylvania, Hoa Kỳ. Năm 2010, dân số của xã này là 3.708 người.